# غوستافو محمد
غوستافو محمد (بالإسبانية: Gustavo Mhamed)‏ هو لاعب كرة قدم أرجنتيني، ولد في 28 يناير 1977 في بوينس آيرس في الأرجنتين، وتوفي في 9 فبراير 2022 بسبب سرطان القولون.